# Batalla de Shiraz
La batalla de Shiraz fue el enfrentamiento final entre Tamerlán y la dinastía Muzafárida del sur de Persia, y fue una victoria para Tamerlán que fue seguido con la total destrucción de la dinastía.
Shah Shuja, el último gobernante éxito de la dinastía Muzafárida había ofrecido la lealtad de su hijo a Tamerlán en su lecho de muerte. Zain Al-Abidin, su hijo y heredero, había pronto repudiado esta oferta, y había sido depuesto por Tamerlán, antes de ser capturado por uno de sus tíos, Shah Mansur. Mansur se sometió a Tamerlán, y la familia fue restaurada en la mayoría de sus tierras. Una guerra civil pronto estalló entre los miembros de la dinastía, lo que finalmente obligó a Tamerlán a regresar a Persia.
En la primavera de 1393 Tamerlán llegó a Shiraz, a la cabeza de un ejército de aproximadamente 30.000 hombres. Shah Mansur fue seriamente superado en número, pero a pesar de esto decidió lanzar un ataque contra el ejército de Tamerlán con 4.000 hombres a caballo.
El ataque estuvo a punto de triunfar. La pequeña fuerza de Shah Mansur fue capaz de romper el centro del ejército de Tamerlán, y luego cargó directamente contra Tamerlán, posiblemente acercándose lo suficiente como para intercambiar ataques con él. Por desgracia para Shah Mansur al resto de su fuerza no le fue tan bien, y se vio obligado a alejarse de Tamerlán. Durante la retirada que siguió Shah Mansur fue capturado por una fuerza dirigida por el hijo de Tamerlán Shahruj Mirza, y decapitado. Los miembros restantes de la dinastía Muzafárida fueron capturados y luego ejecutados.